# 九六式空一号無線電話機
九六式空一号無線電話機（きゅうろくしきくういちごうむせんでんわき）とは、日本海軍において使用された単座戦闘機用短波無線装置。零式艦上戦闘機に主用された。

## 概要
- 通信距離：対機30浬、対地100浬
- 重量:18kg
- 電源：電動発電機

- 送信機
  - 構成：水晶制御直接輻射方式
  - 変調方式：終段陽極変調
  - 終段直流入力：15W
  - 周波数範囲：3800-5800kHz

- 受信機
  - 構成：水晶制御スーパーヘテロダイン式、高周波増幅1段中間周波増幅1段再生検波
  - 周波数範囲： 3800-5800kHz

## 実用例 （布哇作戦）
- 制空隊：甲種戦闘機短波　4595kHz　（蒼龍統制）
- 上空直衛：丙種戦闘機短波　4430kHz　（赤城統制）
- 制空、直衛ともに電信を使用。

## 関連サイト
- http://www.kaijuzoo.com/radio/
- http://www.history.navy.mil/photos/images/g20000/g22158.jpg